# Neoempheria costaricensis
Neoempheria costaricensis är en tvåvingeart som beskrevs av Coher 1959. Neoempheria costaricensis ingår i släktet Neoempheria och familjen svampmyggor.
Artens utbredningsområde är Costa Rica. Inga underarter finns listade i Catalogue of Life.